# U.S. Ancona 1905
Unione Sportiva Ancona 1905, thường được gọi là Ancona, là một câu lạc bộ bóng đá Ý có trụ sở tại Ancona, Marche.
Câu lạc bộ đổi tên thành US Ancona 1905 từ SS Piano San Lazzaro vào năm 2010, do sự phá sản của đội bóng đá chính của thành phố, AC Ancona. Tuy nhiên, sau khi xuống hạng năm 2017, US Ancona 1905 đã rút khỏi kim tự tháp bóng đá.

## Lịch sử
Câu lạc bộ được thành lập vào năm 1948 với tên gọi Società Sportiva Piano San Lazzaro và sau vị trí thứ 2 của mình trong năm 2009-10 Eccellenza Marche nó được đổi tên vào năm 2010, sau một thất bại của câu lạc bộ bóng đá chính của thành phố, AC Ancona, thay đổi tên của nó để Unione Sportiva Ancona 1905, duy trì cùng một giải đấu. U.S Ancona 1905 sau đó trở thành Ancona mới và câu lạc bộ bóng đá chính của thành phố, nhưng nó không phải là người thừa kế hợp pháp của nó, chưa có được thương hiệu và danh hiệu thể thao.

### Mùa 2010-11

Logo cũ U.S Ancona 1905

Câu lạc bộ trong mùa 2010-11 có được một "bộ ba" danh hiệu:
- chiến thắng liên_kết= 2010-11 Coppa Italia Dilettanti, nhận được suất thăng hạng trực tiếp lên 2011-12 Serie D, đánh bại trong trận chung kết 3-1 đội của Eccellenza Lazio nhóm B, Marino,[9]
- sau khi giành được giải "Coppa Italia Marche" và [10]
- cũng chiến thắng giải đấu của Eccellenza Marche [11][12] cho phép thăng hạng đội Latium đã nói ở trên Marino,[13] vào chung kết 2010-11 Coppa Italia Dilettanti.[14]

### Mùa 2011-12
Câu lạc bộ trong mùa 2011 201112 chơi ở Serie D nhóm F với mục tiêu có được sự thăng hạng ngay lập tức cho Lega Pro Seconda Divisione. Vào ngày 29 tháng 11 năm 2011, sau trận đấu đáng kinh ngạc với Riccione, hòa 2-2 và ghi 2 bàn trong những phút cuối , HLV Massimiliano Favo  đã bị sa thải và được thay thế bởi Marco Osio, cho đến ngày 3 tháng 2 năm 2012 khi anh hủy bỏ hợp đồng bằng thỏa thuận chung với công ty. Huấn luyện viên mới của đội trở thành Sauro Trillini. Đội được xếp hạng thứ 3 để tham dự vòng play-off thăng hạng, nhưng nó đã bị loại khỏi Sambenedettese ở vòng hai.

### Mùa 2012-13
Mùa giải 2012-13, câu lạc bộ đã chơi đến vòng thứ ba 20121313 Coppa Italia Serie D, nơi họ thua SS Sambenedettese Calcio trên chấm phạt đền 4-3 sau khi hòa trận đấu với tỷ số 3-3. Trong nhóm F Serie D, câu lạc bộ xếp thứ bảy.

### Thúc đẩy sự chuyên nghiệp và phá sản
Trong mùa giải 2013-14, Ancona đã giành được danh hiệu Serie D và do đó đảm bảo thăng hạng cho 2014-15 Lega Pro, và trở lại chuyên nghiệp. Tuy nhiên, sau khi kết thúc với vị trí thứ 20 của bảng B năm 2016-17 Lega Pro, câu lạc bộ đã không tham gia 2017-18 Serie D.

## Di sản
Một câu lạc bộ thay thế bất hợp pháp khác của thành phố, "US Anconitana ASD" được thành lập tại Prima Cargetoria vào năm 2017.
Một câu lạc bộ phượng hoàng bất hợp pháp khác, nhưng đối với Piano San Lazzaro, kể từ mùa giải 2017-18 được chơi ở Terza Cargetoria. Nó đã được thành lập lại vào năm 2016.

## Màu sắc và huy hiệu
Màu của đội là trắng và đỏ-vàng.   

## Sân vận động
Ancona 1905 chơi trận đấu trên sân nhà của họ với sức chứa 25.000, Stadio del Conero, nằm ở thành phố Ancona.